# ماكاسار
ماكاسَّار أو مكاسَّار أو مكسَّر عاصمة مقاطعة سولاوسي الجنوبية الإندونيسية، وكبرى مدن جزيرة سولاوسي.
عرفت باسم أوجونغ باندانغ بين 1971م و 1999م نسبة إلى حصن كان موجودًا قبل الاستعمار.
تقع مكاسار على الساحل الجنوبي الغربي للجزيرة، وتطل على مضيق ماكاسار، وبها ميناء.

## المدينة الشقيقة
- تشينغداو  الصين
- هاكوداته  اليابان
- ويلينغتون  نيوزيلندا
- عدن  اليمن
- ماكاسان  تايلاند
- ليسموري  أستراليا
- كوالا ترنجانو  ماليزيا

## أعلام
- عبد الرحمان سليمان
- زولكيفلي سيوكور
- إبراهام صمد
- فريد سميكة
- ديفيد جاكوبس
- ديك إسر
- ديبونيجورو

## روابط خارجية
- موقع السياحة الرسمي لإندونيسيا